# Mater verborum

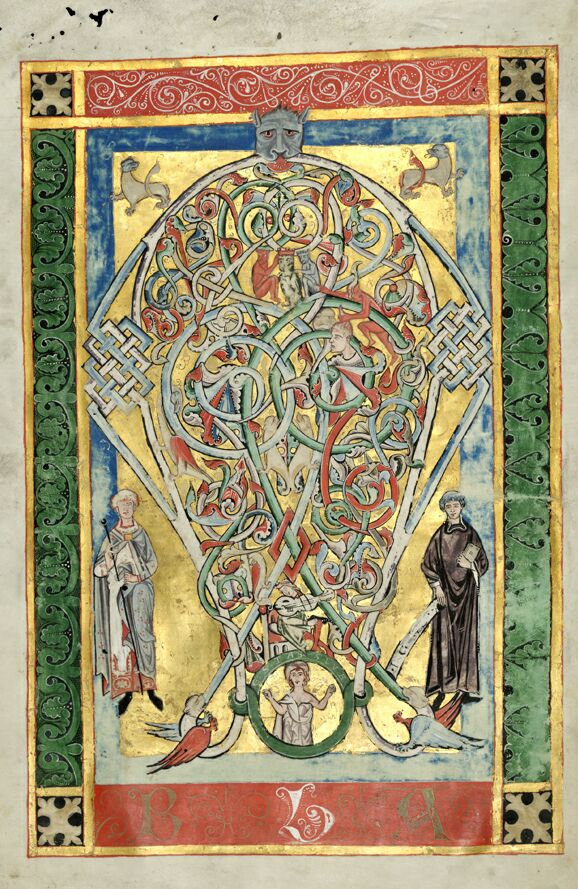
Úvodní iniciála v rukopisu Knihovny Národního muzea

Mater verborum (matka slov, případně také Glossa Salomonis) označuje latinský výkladový slovník, který prvotně vznikl již v 9. století ve svatohavelském klášteře v St. Gallenu a byl napsán opatem a kostnickým biskupem Šalamounem III. Toto dílo se stalo v Evropě velmi oblíbené (Adolf Patera uvádí 16 dochovaných rukopisů z období 10.–15. století), jeden exemplář uložený v Knihovně Národního muzea (sign. X A 11) si získal zvláštní známost nejenom kvůli nákladné malířské výzdobě, ale protože obsahuje i přes 1100 českých glos. Část těchto glos se datuje do 13. století, u velké části se předpokládá, že se jedná o novodobé podvrhy z 19. století, kdy tento rukopis v knihovně znovuobjevil Václav Hanka.

## Datace

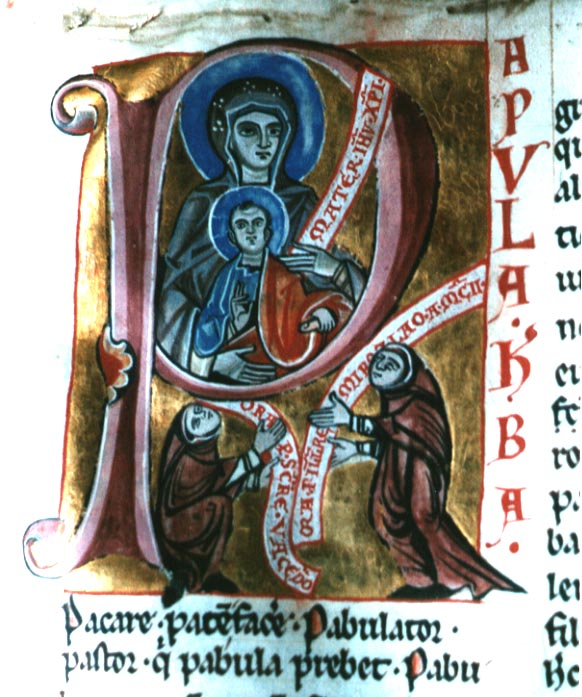
Iniciála P s mnichy (tvůrci)

Vznik muzejního rukopisu se dnes klade do poloviny 13. století (snad okolo roku 1240). Do Národního muzea se rukopis dostal pravděpodobně v letech 1818 až 1824 jako součást tzv. březnické knihovny.
Po znovunalezení Václavem Hankou roku 1827 bylo upozorněno, že na fol. 230r je u iniciály P u dvojice mnichů datace a dokonce jména tvůrců (písař Vacerad a iluminátor Miroslav). Datum četl původně Hanka jako MCII (1102), poté Palacký poukázal, že by mělo být čteno jako MC[C]II (1202), alespoň dnes nad datem je nadepsán titulus značící vynechané písmeno (v tomto případě C). V práci Patery a Bauma z roku 1877 byly nápisy v nápisových páskách označeny za podezřelé a zřejmě doplněné až v 19. století, takže je nutné dílo datovat na základě jiných ukazatelů.
Autoři by přesto opravdu mohli být v rukopisu označeni. Na foliu 70r jsou u iniciály H autentické nápisy Lucas a Detricus prior. Role těchto dvou osob ve vztahu k rukopisu ale není doposud jasná.

## Glosy

### České glosy
V muzejním rukopisu existují tři vrstvy autentických českých glos v celkovém počtu 339. Glosář se v Čechách objevil již v 12. století a zde byl opsán a doplněn českými glosami. Tento první rukopis se nedochoval, nicméně byl přepsán včetně 12 českých glos do dnešního muzejního rukopisu a opatřen brzy po napsání (tedy asi okolo poloviny 13. století) druhou vrstvou 42 českých glos. Konečně poslední vrstva starobylých českých glos (největší v počtu 285) přibyla na konci 13. století.
Zbytek (dnes se v rukopisu objevuje okolo 1200 glos) zřejmě byl doplněn až v 19. století.

### Německé glosy
Jakožto literární dílo pocházející z německojazyčného prostoru obsahuje velký soubor starohornoněmeckých glos (Hanka mimo jiné uváděl, že v roce 1827 muzejní rukopis znovuobjevil na základě dotazu Eberharda Gottlieba Graffa, který sháněl německé památky). Tyto glosy byly vydány v roce 1898.